# Laguna (New Mexico)
Laguna ist ein Dorf im Nordwesten des US-Bundesstaats New Mexico im Cibola County. Das U.S. Census Bureau hat bei der Volkszählung 2020 eine Einwohnerzahl von 1.282 ermittelt.
Es hat eine Fläche von 6,7 km². Die Bevölkerungsdichte liegt bei 191 Einwohnern je km².
Laguna liegt im Laguna-Indianerreservat.

## Geschichte

Lage von Laguna (Rot) im Cibola County (Weiß bzw. Orange), im Staat New Mexico (Beige)

Laguna wurde 1699 gegründet. Damals war es noch ein Pueblo-Indianer Dorf.